# Pseudocleobis tarmana
Espèce
Pseudocleobis tarmana est une espèce de solifuges de la famille des Ammotrechidae.

## Distribution
Cette espèce est endémique du Pérou. Elle se rencontre vers Acobamba.

## Description
Le mâle holotype mesure 9 mm.

## Étymologie
Son nom d'espèce lui a été donné en référence au lieu de sa découverte, le río Tarma.

## Publication originale
- Roewer, 1952 : Neotropische Arachnida Arthrogastra, zumeist aus Peru. Senckenbergiana, vol. 33, p. 37-58.